# 800 mètres féminin aux Jeux olympiques d'été de 2012 (athlétisme)
Navigation
Pékin 2008 Rio 2016
L'épreuve du 800 mètres féminin aux Jeux olympiques de 2012 a lieu les 8 pour les séries, 9 pour les demi-finales et le 11 août pour la finale dans le Stade olympique de Londres. 
La Russe Mariya Savinova, initialement vainqueur de l'épreuve, est disqualifiée pour dopage en 2017. La Sud-africaine Caster Semenya récupère la médaille d'or, la Russe Ekaterina Poistogova la médaille d'argent, et la Kényane Pamela Jelimo la médaille de bronze.

## Records
Avant cette compétition, les records dans cette discipline étaient les suivants :
| Record du monde  | 1 min 53 s 28 | Jarmila Kratochvílová | Tchécoslovaquie  | 26 juillet 1983 | Munich |
| Record olympique | 1 min 53 s 43 | Nadezhda Olizarenko   | Union soviétique | 27 juillet 1980 | Moscou |

## Médaillées
| Or             | Argent               | Bronze        |
| Caster Semenya | Ekaterina Poistogova | Pamela Jelimo |

## Résultats

### Finale (11 août)

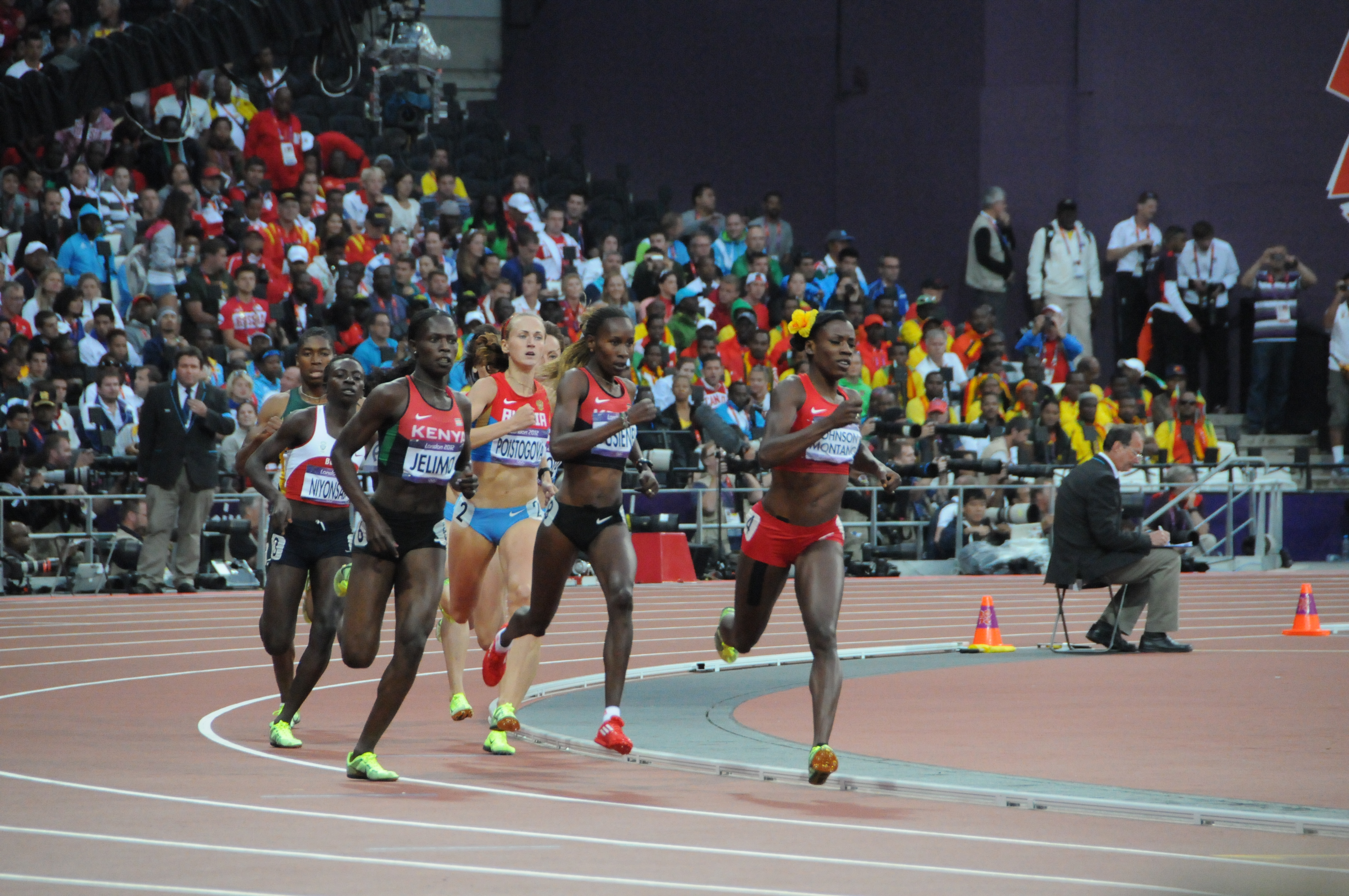
Finale du 800m au stade olympique de Londres

| Rang               | Athlète                   | Nationalité    | Temps         | Notes |
| ------------------ | ------------------------- | -------------- | ------------- | ----- |
|                    | Mariya Savinova           | Russie         | DQ (2017)     |       |
| Médaille d'or      | Caster Semenya            | Afrique du Sud | 1 min 57 s 23 | SB    |
| Médaille d'argent  | Ekaterina Poistogova      | Russie         | 1 min 57 s 53 | PB    |
| Médaille de bronze | Pamela Jelimo             | Kenya          | 1 min 57 s 59 |       |
| 5                  | Alysia Johnson Montano    | États-Unis     | 1 min 57 s 93 |       |
| 6                  | Francine Niyonsaba        | Burundi        | 1 min 59 s 63 |       |
| 7                  | Janeth Jepkosgei Busienei | Kenya          | 2 min 00 s 19 |       |
|                    | Elena Arzhakova           | Russie         | DQ            |       |

### Demi-finales (9 août)

#### Demi-finale 1
| Rang | Athlète              | Nationalité     | Temps          | Notes |
| ---- | -------------------- | --------------- | -------------- | ----- |
| 1    | Pamela Jelimo        | Kenya           | 1 min 59 s 42  | Q     |
| 2    | Ekaterina Poistogova | Russie          | 1 min 59 s 45  | Q     |
| 3    | Rosibel Garcia       | Colombie        | 2 min 00 s 16  | SB    |
| 4    | Alice Schmidt        | États-Unis      | 2 min 01 s 63  |       |
| 5    | Nataliya Lupu        | Ukraine         | 2 min 01 s 63  |       |
| 6    | Rose Mary Almanza    | Cuba            | 2 min :01 s 70 |       |
| 7    | Lynsey Sharp         | Grande-Bretagne | 2 min 01 s 78  |       |
| 8    | Eleni Filandra       | Grèce           | 2 min 04 s 42  |       |

#### Demi-finale 2
| Rang | Athlète                   | Nationalité    | Temps         | Notes |
| ---- | ------------------------- | -------------- | ------------- | ----- |
| 1    | Caster Semenya            | Afrique du Sud | 1 min 57 s 67 | Q     |
|      | Elena Arzhakova           | Russie         | DQ            | Q     |
| 2    | Janeth Jepkosgei Busienei | Kenya          | 1 min 58 s 26 | q     |
| 3    | Alysia Johnson Montano    | États-Unis     | 1 min 58 s 42 | q     |
| 4    | Halima Hachlaf            | Maroc          | 1 min 58 s 84 | SB    |
| 5    | Tintu Luka                | Inde           | 1 min 59 s 69 | SB    |
| 6    | Elena Mirela Lavric       | Roumanie       | 2 min 00 s 46 |       |
| 7    | Neisha Bernard-Thomas     | Grenade        | 2 min 00 s 68 | SB    |

#### Demi-finale 3
| Rang | Athlète            | Nationalité | Temps         | Notes |
| ---- | ------------------ | ----------- | ------------- | ----- |
| 1    | Mariya Savinova    | Russie      | 1 min 58 s 57 | Q     |
| 2    | Francine Niyonsaba | Burundi     | 1 min 58 s 67 | Q, NR |
| 3    | Margarita Matsko   | Kazakhstan  | 1 min 59 s 20 | PB    |
| 4    | Malika Akkaoui     | Maroc       | 2 min 00 s 32 |       |
| 5    | Cherono Koech      | Kenya       | 2 min 00 s 53 | SB    |
| 6    | Genzeb Shumi       | Bahreïn     | 2 min 01 s 76 |       |
| 7    | Jessica Smith      | Canada      | 2 min 01 s 90 |       |
| 8    | Geena Gall         | États-Unis  | 2 min 05 s 76 |       |

### Séries (8 août)

#### Série 1
| Rang | Athlète                | Nationalité    | Temps         | Notes |
| ---- | ---------------------- | -------------- | ------------- | ----- |
| 1    | Alysia Johnson Montano | États-Unis     | 2 min 00 s 47 | Q     |
| 2    | Caster Semenya         | Afrique du Sud | 2 min 00 s 71 | Q     |
| 3    | Halima Hachlaf         | Maroc          | 2 min 00 s 99 | Q     |
| 4    | Rose Mary Almanza      | Cuba           | 2 min 01 s 19 | q     |
| 5    | Annabelle Lascar       | Maurice        | 2 min 05 s 45 | PB    |
| 6    | Elena Popescu          | Moldavie       | 2 min 06 s 94 |       |
| NC   | Noura Elsayed          | Égypte         | NC            | DNS   |

#### Série 2
| Rang | Athlète         | Nationalité | Temps         | Notes |
| ---- | --------------- | ----------- | ------------- | ----- |
| 1    | Mariya Savinova | Russie      | 2 min 01 s 56 | Q     |
| 2    | Alice Schmidt   | États-Unis  | 2 min 01 s 65 | Q     |
| 3    | Tintu Luka      | Inde        | 2 min 01 s 75 | Q     |
| 4    | Malika Akkaoui  | Maroc       | 2 min 01 s 78 | q     |
| 5    | Andrea Ferris   | Panama      | 2 min 05 s 59 |       |
| 6    | Haley Nemra     | Marshall    | 2 min 14 s 90 | SB    |
| 7    | Merve Aydın     | Turquie     | 3 min 24 s 35 |       |

#### Série 3
| Rang | Athlète            | Nationalité | Temps         | Notes |
| ---- | ------------------ | ----------- | ------------- | ----- |
| 1    | Francine Niyonsaba | Burundi     | 2 min 07 s 57 | Q     |
| 2    | Jessica Smith      | Canada      | 2 min 07 s 75 | Q     |
| 3    | Genzeb Shumi       | Bahreïn     | 2 min 07 s 77 | Q     |
| 4    | Amina Bakhit       | Soudan      | 2 min 09 s 78 |       |
| 5    | Amy Atkinson       | Guam        | 2 min 18 s 53 | NR    |
| NC   | Liliya Lobanova    | Ukraine     | NC            | DNS   |
| NC   | Fantu Magiso       | Éthiopie    | NC            | DNS   |
| NC   | Kenia Sinclair     | Jamaïque    | NC            | DNS   |

#### Série 4
| Rang | Athlète          | Nationalité     | Temps         | Notes |
| ---- | ---------------- | --------------- | ------------- | ----- |
| 1    | Pamela Jelimo    | Kenya           | 2 min 00 s 54 | Q     |
| 2    | Lynsey Sharp     | Grande-Bretagne | 2 min 01 s 41 | Q     |
| 3    | Eleni Filandra   | Grèce           | 2 min 02 s 29 | Q     |
| 4    | Geena Gall       | États-Unis      | 2 min 03 s 85 | q     |
| 5    | Cavela Felismina | Angola          | 2 min 10 s 95 | PB    |
| 6    | Rabia Ashiq      | Pakistan        | 2 min 17 s 39 |       |
| NC   | Yuliya Krevsun   | Ukraine         | NC            | DNF   |

#### Série 5
| Rang | Athlète           | Nationalité        | Temps         | Notes |
| ---- | ----------------- | ------------------ | ------------- | ----- |
| 1    | Nataliya Lupu     | Ukraine            | 2 min 08 s 35 | Q     |
|      | Elena Arzhakova   | Russie             | DQ            | Q     |
| 2    | Cherono Koech     | Kenya              | 2 min 08 s 43 | Q     |
| 3    | Maryna Arzamasava | Biélorussie        | 2 min 08 s 45 |       |
| 4    | Lenka Masna       | République tchèque | 2 min 08 s 68 |       |
| 5    | Melissa Bishop    | Canada             | 2 min 09 s 33 |       |
| 6    | Aicha Fall        | Mauritanie         | 2 min 27 s 97 | NR    |
| 7    | Woroud Sawalha    | Palestine          | 2 min 29 s 16 | PB    |

#### Série 6
| Rang | Athlète                   | Nationalité               | Temps         | Notes |
| ---- | ------------------------- | ------------------------- | ------------- | ----- |
| 1    | Janeth Jepkosgei Busienei | Kenya                     | 2 min 01 s 04 | Q     |
| 2    | Ekaterina Poistogova      | Russie                    | 2 min 01 s 08 | Q     |
| 3    | Rosibel Garcia            | Colombie                  | 2 min 01 s 30 | Q     |
| 4    | Elena Mirela Lavric       | Roumanie                  | 2 min 01 s 65 | q     |
| 5    | Margarita Matsko          | Kazakhstan                | 2 min 02 s 12 | q     |
| 6    | Neisha Bernard-Thomas     | Grenade                   | 2 min 03 s 23 | q     |
| 7    | Elisabeth Mandaba         | République centrafricaine | 2 min 12 s 56 |       |
| 8    | Sarah Attar               | Arabie saoudite           | 2 min 44 s 95 | NR    |

## Légende
Records et Performances
- AR : Record continental (area record)
- CR : Record des championnats (championship record)
- MR : Record du meeting (meet record)
- NR : Record national (national record)
- OR : Record olympique (olympic record)
- PR : Record paralympique (paralympic record)
- PB : Record personnel (personal best)
- SB : Meilleure performance personnelle de la saison (season's best)
- WL : Meilleure performance mondiale de l'année (world leader)
- WJR : Record du monde junior (world junior record)
- WR : Record du monde (world record)

Circonstances et Conditions
- DNF : N'a pas terminé (did not finish)
- DNS : N'a pas pris le départ (did not start)
- DQ : Disqualification (disqualification)
- NM : Aucun essai valable enregistré (No Mark)
- Q : Qualifié « directement » au prochain tour (ou à la prochaine compétition), lors d'une compétition majeure, grâce au classement ou à la réalisation des minima (automatic qualifier)
- q : Qualifié au prochain tour (ou à la prochaine compétition), lors d'une compétition majeure, grâce au repêchage ou à la réalisation de l'une des meilleures performances parmi celles des « non qualifiés directement » (grâce au meilleur temps ou à la meilleure distance par exemple) (secondary qualifier)